# Liste des municipalités de l'État du Maranhão
L'État du Maranhão au Brésil compte 217 municipalités (municípios en portugais).

## Municipalités

### A/C
- Açailândia
- Afonso Cunha
- Água Doce do Maranhão
- Alcântara
- Aldeias Altas
- Altamira do Maranhão
- Alto Alegre do Maranhão
- Alto Alegre do Pindaré
- Alto Parnaíba
- Amapá do Maranhão
- Amarante do Maranhão
- Anajatuba
- Anapurus
- Apicum-Açu
- Araguanã
- Araioses
- Arame
- Arari
- Axixá

- Bacabal
- Bacabeira
- Bacuri
- Bacurituba
- Balsas
- Barão de Grajaú
- Barra do Corda
- Barreirinhas
- Belágua
- Bela Vista do Maranhão
- Benedito Leite
- Bequimão
- Bernardo do Mearim
- Boa Vista do Gurupi
- Bom Jardim
- Bom Jesus das Selvas
- Bom Lugar
- Brejo
- Brejo de Areia
- Buriti
- Buriti Bravo
- Buriticupu
- Buritirana

- Cachoeira Grande
- Cajapió
- Cajari
- Campestre do Maranhão
- Cândido Mendes
- Cantanhede
- Capinzal do Norte
- Carolina
- Carutapera
- Caxias
- Cedral
- Central do Maranhão
- Centro do Guilherme
- Centro Novo do Maranhão
- Chapadinha
- Cidelândia
- Codó
- Coelho Neto
- Colinas
- Conceição do Lago-Açu
- Coroatá
- Cururupu

### D/L
- Davinópolis
- Dom Pedro
- Duque Bacelar

- Esperantinópolis
- Estreito

- Feira Nova do Maranhão
- Fernando Falcão
- Formosa da Serra Negra
- Fortaleza dos Nogueiras
- Fortuna

- Godofredo Viana
- Gonçalves Dias
- Governador Archer
- Governador Edison Lobão
- Governador Eugênio Barros
- Governador Luiz Rocha
- Governador Newton Bello
- Governador Nunes Freire
- Graça Aranha
- Grajaú
- Guimarães

- Humberto de Campos

- Icatu
- Igarapé do Meio
- Igarapé Grande
- Imperatriz
- Itaipava do Grajaú
- Itapecuru Mirim
- Itinga do Maranhão

- Jatobá
- Jenipapo dos Vieiras
- João Lisboa
- Joselândia
- Junco do Maranhão

- Lago da Pedra
- Lago do Junco
- Lago Verde
- Lagoa do Mato
- Lago dos Rodrigues
- Lagoa Grande do Maranhão
- Lajeado Novo
- Lima Campos
- Loreto
- Luís Domingues

### M/R
- Magalhães de Almeida
- Maracaçumé
- Marajá do Sena
- Maranhãozinho
- Mata Roma
- Matinha
- Matões
- Matões do Norte
- Milagres do Maranhão
- Mirador
- Miranda do Norte
- Mirinzal
- Monção
- Montes Altos
- Morros

- Nina Rodrigues
- Nova Colinas
- Nova Iorque
- Nova Olinda do Maranhão

- Olho d'Água das Cunhãs
- Olinda Nova do Maranhão

- Paço do Lumiar
- Palmeirândia
- Paraibano
- Parnarama
- Passagem Franca
- Pastos Bons
- Paulino Neves
- Paulo Ramos
- Pedreiras
- Pedro do Rosário
- Penalva
- Peri Mirim
- Peritoró
- Pindaré-Mirim
- Pinheiro
- Pio XII
- Pirapemas
- Poção de Pedras
- Porto Franco
- Porto Rico do Maranhão
- Presidente Dutra
- Presidente Juscelino
- Presidente Médici
- Presidente Sarney
- Presidente Vargas
- Primeira Cruz

- Raposa
- Riachão
- Ribamar Fiquene
- Rosário

### S/Z
- Sambaíba
- Santa Filomena do Maranhão
- Santa Helena
- Santa Inês
- Santa Luzia
- Santa Luzia do Paruá
- Santa Quitéria do Maranhão
- Santa Rita
- Santana do Maranhão
- Santo Amaro do Maranhão
- Santo Antônio dos Lopes
- São Benedito do Rio Preto
- São Bento
- São Bernardo
- São Domingos do Azeitão
- São Domingos do Maranhão
- São Félix de Balsas
- São Francisco do Brejão
- São Francisco do Maranhão
- São João Batista
- São João do Carú
- São João do Paraíso
- São João do Soter
- São João dos Patos
- São José de Ribamar
- São José dos Basílios
- São Luís (capitale de l'État du Maranhão)
- São Luís Gonzaga do Maranhão
- São Mateus do Maranhão
- São Pedro da Água Branca
- São Pedro dos Crentes
- São Raimundo das Mangabeiras
- São Raimundo do Doca Bezerra
- São Roberto
- São Vicente Ferrer
- Satubinha
- Senador Alexandre Costa
- Senador La Rocque
- Serrano do Maranhão
- Sítio Novo
- Sucupira do Norte
- Sucupira do Riachão

- Tasso Fragoso
- Timbiras
- Timon
- Trizidela do Vale
- Tufilândia
- Tuntum
- Turiaçu
- Turilândia
- Tutóia

- Urbano Santos

- Vargem Grande
- Viana
- Vila Nova dos Martírios
- Vitória do Mearim
- Vitorino Freire

- Zé Doca

## Sources
- Infos supplémentaires (cartes simple et en PDF, et informations sur l'État).
- Infos sur les municipalités du Brésil
- Liste alphabétique des municipalités du Brésil